# Карл Алфред Майер
Карл Алфред Майер (на немски: Carl Alfred Meier) е швейцарски психиатър, юнгиански психолог и учен. Той става първият президент на „Института Карл Густав Юнг“ в Цюрих. Като наследник на Карл Юнг, той заема място като почетен професор по психология в Щвейцарския федерален институт за технология през 1949. По-късно е основател на Клиничен и изследователски център по юнгианска психология в Цюрихсберг.

## Биография
Роден е на 19 април 1905 година в Шафхаузен, Швейцария. През 1924 влиза в университета в Цюрих. През зимния семестър на 1927, Майер пътува до Париж, за да учи в медицинския факултет на Парижкия университет. По-късно през 1928, той пътува до Виена, за да учи в психиатричната клиника на Виенския университет, която се нарича Стайнхоф и слуша лекции на Юлиус Вагнер-Яурег. Интересува се и от работите на Зигмунд Фройд и по-късно е поканен от колега от Стайнхоф да слуша семинарите в сряда, които са давани от Фройд.
Умира на 15 ноември 1995 година.